# 싱가포르 방송 협회
싱가포르 방송 협회(중국어: 新传媒私人有限公司, 영어: Mediacorp Pte Ltd, 타밀어: மீடியாகார்ப்)는 싱가포르의 공영 방송사이다.

## 연혁
- 1923년 : 라디오 방송 개시[1]
- 1961년 : 싱가포르 라디오 방송공사에서 텔레비전 방송 개시를 추진
- 1963년 : 텔레비전 방송 개시[2][3]
- 1963년 : 말레이시아 독립으로 인하여 싱가포르가 말레이시아의 영토로 편입 되면서 싱가포르 라디오 방송공사와 싱가포르 텔레비전 방송공사가 말레이시아 방송 협회의 지역방송국[4]으로 통합하였다.
- 1965년 : 싱가포르의 독립으로 말레이시아 방송 협회 싱가포르 방송국이 싱가포르 정부가 인수하여 싱가포르 방송협회가 공식 출범[5]을 하면서 이에 따라 채널5는 RTS TV5, 채널8은 RTS TV8로 변경하였다.
- 1980년 : 약칭을 SBC로 변경하면서 RTS TV5, RTS TV8은 각각 SBC TV5, SBC TV8로 변경하였다.
- 1984년 : 텔레비전 제3채널 SBC TV12(현:수리아가 개시하였다.
- 1993년 : 국제 텔레비전 방송인 싱가포르 국제 텔레비전이 개시하였다.
- 1994년 : 국제 라디오 방송인 싱가포르 국제방송이 개시하였다. 이후 약칭을 SBC에서 RTCS로 바뀐다. 이에 따라 모든 텔레비전 채널이 TCS (예:TCS-5), 모든 라디오 채널도 RCS(예:RCS-1)로 각각 바뀌었다.
- 1995년 : 텔레비전 제4채널 옥토, 제5채널 바산탐이 개시 하였다.
- 1999년 : 약칭을 RTCS에서 MediaCorp으로 변경하여 현재에 이르고 있으면서 모든 라디오 및 텔레비전 채널이 각각 바뀌었다. 텔레비전 제6채널 채널 뉴스 아시아가 개시하였다.
- 2001년 : 텔레비전 제7채널 채널U가 개시하였다.
- 2007년 : 디지털 방송이 개시 되었다.
- 2008년 : 구조조정으로 국제방송사업이 철수되면서 싱가포르 국제 텔레비전과 싱가포르 국제방송이 폐국하였다

## 채널

### 텔레비전 채널
- 채널5 : 영어 채널 HD)
- 채널8 : 중국어 채널 (HD)
- 수리아 : 말레이어 채널 (HD)
- 바산탐 : 타밀어 채널 (HD)
- 채널U : 중국어 채널 (HD)
- 옥토 : 영어 채널 (2019년 5월 1일 폐방. 어린이 프로그램들은 채널5로 이관.)
- 채널 뉴스 아시아 : 영어 채널 (HD)

### 라디오 채널
- 리아 89.7FM: 말레이어 방송
- 골드 90.5FM: 영어 방송
- 심포니 92.4FM: 영어 방송
- Y.E.S 93.3FM: 중국어 방송
- CNA938 : 영어 방송
- 월나 94.2FM: 말레이어 방송
- 클래스 95FM: 영어 방송
- 캐피탈 95.8FM: 중국어 방송
- XFM 96.3FM: 아랍어, 프랑스어, 독일어, 힌디어, 일본어, 한국어 방송 (2016년 9월 30일 종방)
- 올리 96.8FM: 타밀어 방송
- 러브 97.2FM: 중국어 방송
- 987FM: 영어 방송
- 러시 99.5FM: 영어 방송 (2017년 8월 31일 종방)